# إيرج (إسفراين)
إيرج (بالفارسية: ایرج) هي قرية تقع في قسم روئين الريفي (مقاطعة إسفراين) في إيران. يقدر عدد سكانها بـ 1,506 نسمة وترتفع عن سطح البحر 1,259 متر.